# ألياف صادرة جسدية عامة
الألياف الصادرة الجسدية العامة (بالإنجليزية: Somatic efferent neurons)‏ وتُدعى اختصاراً GSE، وتُسمى أيضاً الألياف الحركية الجسدية، وهيَ ألياف تنشأ من أجسام الخلايا العصبية الحركية في القَرن البطني للمادة الرمادية في النخاع الشوكي، وتُغادر هذه الألياف النخاع الشوكي عبرَ الجُذور البَطنانية، حيثُ تحمل الإشارات الحركية إلى العضلات الهيكلية.
هُناك ثلاثة أنواع فرعية مِن الألياف الصادرة الجسدية العامة، وهيَ:
- العصبونات الحركية الألفائية (α) وتستهدف الألياف العضلية خارج المغزلية.
- العصبونات الحركية الغامائية (γ) وتستهدف الألياف العضلية داخل المغزلية.